# المورد (ماهلية)

تعديل مصدري - تعديل

المورد هي إحدى قرى عزلة العمود ال طالب بمديرية ماهلية التابعة لمحافظة مأرب، بلغ تعداد سكانها 293 نسمة حسب تعداد اليمن لعام 2004.